# Rajon Tschaplynka
Der Rajon Tschaplynka (ukrainisch Чаплинський район/Tschaplynskyj rajon; russisch Чаплинский район/Tschaplinski rajon) war einer der 18 Rajone der Oblast Cherson im Süden der Ukraine. Zentraler Ort des Rajons war die namensgebende Siedlung städtischen Typs Tschaplynka.

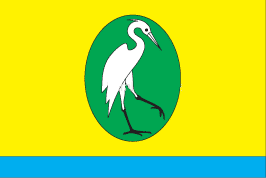
Flagge des Rajons

## Geschichte
Der Rajon Tschaplynka wurde 1923 gegründet, nach der Besetzung durch deutsche Truppen wurde das Rajonsgebiet 1942 in das Reichskommissariat Ukraine eingegliedert und lag hier im Generalbezirk Krim (Teilbezirk Taurien), Kreisgebiet Kachowka. Nach dem Ende des Zweiten Weltkriegs kam es wieder zur Sowjetunion/Ukrainische SSR, zeitweise umfasste er auch Gebiete des Rajons Kalantschak, seit 1991 ist er Teil der heutigen Ukraine.
Am 17. Juli 2020 kam es im Zuge einer großen Rajonsreform zum Anschluss des Rajonsgebietes an den Rajon Kachowka.

## Geographie
Das ehemalige Rajonsgebiet grenzt im Süden an das Schwarze Meer und die Krim (Landenge von Perekop), wird von mehreren Kanälen wie dem Tschaplynka-Kanal durchflossen, geht im Norden in die ukrainische Steppenlandschaft über, dabei ergeben sich Höhenlagen zwischen 5 und 35 Metern und er wird durch das Schwarzmeertiefland geprägt.
Der Rajon grenzt im Nordwesten an den Rajon Oleschky, im Norden an den Rajon Kachowka, im Osten an den Rajon Nowotrojizke, im Südosten an die Autonome Republik Krim (Rajon Krasnoperekopsk) sowie im Südwesten an den Rajon Kalantschak.

## Administrative Gliederung
Auf kommunaler Ebene war der Rajon in 2 Siedlungsratsgemeinden, 2 Siedlungsgemeinden, 2 Landgemeinden und 2 Landratsgemeinden unterteilt, denen jeweils einzelne Ortschaften untergeordnet waren.
Zum Verwaltungsgebiet gehörten:
- 2 Siedlungen städtischen Typs
- 33 Dörfer
- 6 Siedlungen

### Siedlungen städtischen Typs
| Siedlungen städtischen Typs | Siedlungen städtischen Typs | Siedlungen städtischen Typs |
| Name                        | Name                        | Name                        |
| ukrainisch transkribiert    | ukrainisch                  | russisch                    |
| --------------------------- | --------------------------- | --------------------------- |
| Tschaplynka                 | Чаплинка                    | Чаплинка (Tschaplinka)      |
| Askanija-Nowa               | Асканія-Нова                | Аскания-Нова                |

### Dörfer und Siedlungen
| Dörfer                           | Dörfer                  | Dörfer                                              | Dörfer            |
| Name                             | Name                    | Name                                                | Gemeindezuordnung |
| ukrainisch transkribiert         | ukrainisch              | russisch                                            | Gemeindezuordnung |
| -------------------------------- | ----------------------- | --------------------------------------------------- | ----------------- |
| Andrijiwka                       | Андріївка               | Андреевка (Andrijiwka)                              | Tschaplynka       |
| Baltasariwka                     | Балтазарівка            | Балтазаровка (Baltasarowka)                         | Tschaplynka       |
| Bilozerkiwka                     | Білоцерківка            | Белоцерковка (Belozerkowka)                         | Tschaplynka       |
| Blahodatne (bis 2016 Schowtnewe) | Преображенка (Жовтневе) | Благодатное (Blagodatnoje)/Жовтневое (Schowtnewoje) | Preobraschenka    |
| Chlibodariwka                    | Хлібодарівка            | Хлебодаровка (Chlebodarowka)                        | Chlibodariwka     |
| Chrestiwka                       | Хрестівка               | Крестовка (Krestowka)                               | Chrestiwka        |
| Dolynske                         | Долинське               | Долинское (Dolinskoje)                              | Chrestiwka        |
| Hryhoriwka                       | Григорівка              | Григоровка (Grigorowka)                             | Hryhoriwka        |
| Iwaniwka                         | Іванівка                | Ивановка (Iwanowka)                                 | Hryhoriwka        |
| Kudrjawe                         | Кудряве                 | Кудрявое (Kudrjawoje)                               | Tschaplynka       |
| Kutscherjawowolodymyriwka        | Кучерявоволодимирівка   | Кучерявовладимировка (Kutscherjawowladimirowka)     | Tschaplynka       |
| Mahdalyniwka                     | Магдалинівка            | Магдалиновка (Magdalinowka)                         | Tschaplynka       |
| Majatschynka                     | Маячинка                | Маячинка (Majatschinka)                             | Chrestiwka        |
| Morosiwka                        | Морозівка               | Морозовка (Morosowka)                               | Tschaplynka       |
| Nadeschdiwka                     | Надеждівка              | Надеждовка (Nadeschdowka)                           | Chrestiwka        |
| Nataliwka                        | Наталівка               | Наталовка (Natalowka)                               | Chrestiwka        |
| Nowe                             | Нове                    | Новое (Nowoje)                                      | Tschaplynka       |
| Nowonataliwka                    | Новонаталівка           | Новонаталовка (Nowonatalowka)                       | Chrestiwka        |
| Nowowolodymyriwka                | Нововолодимирівка       | Нововладимировка (Nowowladimirowka)                 | Hryhoriwka        |
| Nowyj Haj                        | Новий Гай               | Новый Гай (Nowy Gai)                                | Tschaplynka       |
| Pawliwka                         | Павлівка                | Павловка (Pawlowka)                                 | Hryhoriwka        |
| Perschokostjantyniwka            | Першокостянтинівка      | Першоконстантиновка (Perschokonstantinowka)         | Tschaplynka       |
| Preobraschenka                   | Преображенка            | Преображенка                                        | Preobraschenka    |
| Tscherwonyj Jar                  | Червоний Яр             | Червоный Яр (Tscherwony Jar)                        | Tschaplynka       |
| Ratschiwka                       | Рачівка                 | Рачевка (Ratschewka)                                | Tschaplynka       |
| Rohatschynka                     | Рогачинка               | Рогачинка (Rogatschinka)                            | Chrestiwka        |
| Schewtschenka                    | Шевченка                | Шевченко (Schewtschenko)                            | Chrestiwka        |
| Skadowka                         | Скадовка                | Скадовка                                            | Tschaplynka       |
| Strohaniwka                      | Строганівка             | Строгановка (Stroganowka)                           | Hryhoriwka        |
| Switle                           | Світле                  | Светлое (Swetloje)                                  | Chrestiwka        |
| Tscherwona Poljana               | Червона Поляна          | Червоная Поляна (Tscherwonaja Poljana)              | Tschaplynka       |
| Tscherwonyj Jar                  | Червоний Яр             | Червоный Яр (Tscherwony Jar)                        | Tschaplynka       |
| Tschorna Dolyna                  | Чорна Долина            | Чёрная Долина (Tschornaja Dolina)                   | Tschaplynka       |
| Wessele Druhe                    | Веселе Друге            | Весёлое Второе (Wessjoloje Wtoroje)                 | Chlibodariwka     |
| Siedlungen                       |                         |                                                     |                   |
| Illinka                          | Іллінка                 | Ильинка (Iljinka)                                   | Askanija-Nowa     |
| Komysch                          | Комиш                   | Камыш (Kamysch)                                     | Askanija-Nowa     |
| Markejew                         | Маркеєв                 | Маркеев                                             | Askanija-Nowa     |
| Molotschne                       | Молочне                 | Молочне (Molotschnoje)                              | Askanija-Nowa     |
| Nowyj Etap                       | Новий Етап              | Новый Этап (Nowy Etap)                              | Askanija-Nowa     |
| Pytomnyk                         | Питомник                | Питомник (Pitomnik)                                 | Askanija-Nowa     |